# Ясинская, Марина Леонидовна
Марина Леонидовна Ясинская (род. 1980) — современная российская детская писательница, работающая в жанрах фантастики и фэнтези. Лауреат литературной премии «Новая детская книга» (2018).

## Биография
Марина Ясинская родилась в городе Батайске Ростовской области в семье военнослужащего. Семья неоднократно переезжала по месту службы отца: на Северный Кавказ, в Сибирь, Ленинград, Прибалтику, Поволжье. С детских лет Марина мечтала стать писателем, но во время учёбы в выпускном классе увлеклась юриспруденцией. В 2002 году окончила юридический факультет Ульяновского государственного университета по специальностям юриспруденция и лингвистика, после чего переехала в США, а затем — в Канаду. В 2008 году она окончила Университет Альберты, где, защитив диссертацию, получила степень магистра права. В настоящее время работает в уголовном департаменте министерства юстиции в Эдмонтоне.

## Творчество
Свой творческий путь Марина Ясинская начала в середине 2000-х годов, когда приняла участие в конкурсе фантастических рассказов «Блэк Джек», организованном журналом «Самиздат». Несмотря на полученную критику, писательство увлекло, и вскоре у автора появились новые рассказы, один из которых в 2008 году стал лауреатом литературного конкурса МГУ «Facultet». Впоследствии её рассказы публиковались в ряде журналов, среди которых «Дальний Восток», «День и ночь», «Веси», «Искатель», «Мир фантастики», «Наука и жизнь», «Нева», «Очевидное и невероятное», «Полдень XXI век», «Реальность фантастики», «Сибирские огни», «Сияние», «Уральский следопыт», «Химия и жизнь», «Чайка», «Экология и жизнь» и другие.
В 2010 и 2015 годах рассказы «Трубочист из Застеколья», «Как дедушка с бабушкой знакомился» и «Писарня господина Завирайло-Охлобана» номинировались на литературную премию «Бегущая по волнам». В 2013 году рассказ «Amore letalis» стал лауреатом конкурса «Любовь и магия». В 2014 году рассказ «Рыжий, синий и мёртвый» вошёл в шорт-лист всероссийского конкурса «Книгуру».
Наибольшую известность Ясинской принёс цикл «Авионеры», включающий три фантастических романа: «Сердце лётного камня», «Крушение небес» и «Лестница героев». Рукопись первого из них в 2018 году была удостоена главного приза конкурса «Новая детская книга» в номинации «Фэнтези. Мистика. Триллер»..
С 2015 года Марина Ясинская также осваивает сценарное дело на английском языке. Становилась неоднократным победителем и финалистом сценарных конкурсов в США и Канаде, призёром Лондонского и Амстердамского кинофестивалей.

## Хобби
Помимо писательской и юридической деятельностей, занимается фигурным катанием, катается на сноуборде, велосипеде и роликах. Также осваивает различные экстремальные виды досуга: дайвинг, рафтинг, зиплайн, парасейлинг и т. п.

## Награды и премии
- 2008 — лауреат открытого литературного конкурса МГУ «Facultet» в номинации «Фантастика и фэнтези»;
- 2013 — лауреат конкурса «Любовь и магия» (за рассказ «Amore letalis»);
- 2017 — специальный диплом отряда «Каравелла» с формулировкой: «Автору, хранящему верность детской теме» (за сказку «Папины острова»);
- 2018 — лауреат Всероссийского литературного конкурса «Новая детская книга» в номинации «Фэнтези. Мистика. Триллер» (за рукопись повести «Авионеры: Сердце лётного камня»); обладатель специальных призов «Выбор Terra Incognita» и "Выбор журнала «Мир фантастики» в номинации «Фэнтези. Мистика. Триллер» (за рукопись повести «Авионеры: Сердце лётного камня»);
- 2018 — лауреат (III место) литературной премии «Бегущая по волнам» за лучший женский образ в отечественной фантастике (за образы Яны и Софии в повести «Дети Северного сияния»).